# NGC 5598
NGC 5598 ist eine 13,1 mag helle, linsenförmige Galaxie vom Hubble-Typ S0 im Sternbild Bärenhüter und etwa 249 Millionen Lichtjahre von der Milchstraße entfernt.
Sie wurde am 29. April 1788 von Wilhelm Herschel mit einem 18,7-Zoll-Spiegelteleskop entdeckt, der sie dabei mit „vF, vS“ beschrieb.